# 魯茲號驅逐艦 (DD-99)
魯茲號驅逐艦（舷號DD-99）是一艘美國海軍建造的驅逐艦，為維克斯級驅逐艦的25號艦。她是美軍第一艘以魯茲為名的軍艦，以紀念美國海軍戰爭學院院長史提芬·魯茲（Stephen Bleecker Luce）。
魯茲號在1918年於霍河造船廠開始建造，在同年下水服役。接著魯茲號被派往地中海護航商船。第一次世界大戰結束後，魯茲號在1920年改裝為佈雷艇，轉為訓練用途。1922年魯茲號退役封存，在1930年短暫重新服役，編入巴拿馬運河區軍艦。1931年魯茲號再次退役，於1936年除籍出售拆解。